# Jar Rzeki Raduni
Jar Rzeki Raduni – krajobrazowy rezerwat przyrody na Pojezierzu Kaszubskim w powiecie kartuskim, utworzony w 1972 roku. Zajmuje powierzchnię 84,24 ha (akt powołujący podawał 74,26 ha).
Znajduje się w całości w Obszarze Chronionego Krajobrazu Doliny Raduni, jest też włączony do sieci Natura 2000.

## Charakterystyka
Rezerwat obejmuje znaczny fragment przełomu Raduni, zwanego Przełomem Babidolskim, przez wzgórza morenowe (zjawisko erozji) z porośniętymi grądem i łęgiem stokami. Jest to jedno z najbogatszych na niżu stanowisk flory i roślinności o charakterze podgórskim. Jar Raduni był fragmentem turystycznego szlaku spływów kajakowych (decyzją Regionalnej Dyrekcji Ochrony Środowiska w Gdańsku, zgodnie z obowiązującym planem ochrony: „Ruch kajakowy rzeką Radunią na odcinku pokrywającym się z obszarem rezerwatu Jar Rzeki Raduni jest niedozwolony”). Najbliższe miejscowości to Babi Dół, Borowo i Borkowo. Znajduje się na turystycznym szlaku Kartuskim.
- Powierzchnia: 84,24 ha
- Wysokość minimalna 122 m n.p.m.
- Wysokość maksymalna 172 m n.p.m.
- Klasy siedlisk i % pokrycia: lasy iglaste 24%; lasy mieszane 76%

## Natura 2000
Rezerwat leży w granicach obszaru Natura 2000 Jar Rzeki Raduni PLH220011.
Tak definiuje teren Formularz danych Natura 2000:

„Obszar obejmuje przełomowy odcinek rzeki Raduni. Rzeka płynie dnem kamienistego jaru, tworząc meandry. Dolina i strome zbocza (do 45 st. nachylenia) o wysokości do 40 m, porośnięte są lasem liściastym (grądy, łęgi); miejscami na dnie wąwozu występują podmokłe łąki. Rośnie tu wiele roślin górskich i innych rzadkich gatunków. Ostoja ma specyficzny mikroklimat, o wysokiej wilgotności i niższych temperaturach w porównaniu z przyległymi terenami. Przełom rzeki rozcina rozległy kompleks leśny, w którym dominują siedliska grądowe”.